# Steel Thunder
Steel Thunder ist ein Computerspiel von Accolade aus dem Jahr 1988. Die Panzersimulation wurde für den Heimcomputer Commodore 64 entwickelt und ein Jahr später für das Betriebssystem DOS und den Microcomputer Apple II konvertiert. Das Spiel simuliert vier verschiedene Panzerkampfwagen in einem fiktiven bewaffneten Konflikt mit dem Ostblock und kombiniert Elemente eines Actionspiels mit denen einer Simulation.

## Entwicklung
Tom Loughry entwickelte und programmierte das Spiel, die Grafik wurde von Roseann Mitchell gezeichnet. Garell Eskow entwarf die Geräuschkulisse und komponierte die Musik. Im Intro des Spiels wird die Nationalhymne der Vereinigten Staaten gespielt.

## Spielmechanik

### Ausgangssituation
Der Einzelspieler übernimmt die Rolle eines US-amerikanischen Panzerkommandanten in einem von drei fiktiven Konflikten auf einem Gefechtsfeld in Kuba, Syrien oder Westdeutschland. Eine erläuternde Hintergrundgeschichte gibt es nicht. Insgesamt werden vier gepanzerte Kettenfahrzeuge der United States Army simuliert: Die drei Kampfpanzer M1A1 Abrams (ab 1985), M48A5 Patton II (ab 1975) und M60A3 (ab 1978) sowie der Spähpanzer M3 Bradley CFV (ab 1994). Vor jeder Mission muss der Spieler einen Panzer auswählen, die Besatzung zusammenstellen und das Fahrzeug aufmunitionieren.

### Konflikt
Auf dem Schlachtfeld müssen in Abhängigkeit vom Missionsziel Munitions- und Treibstofflager, Konvois, Artillerie- und Luftabwehrstellungen sowie SS-20-Nuklearwaffenabschussanlagen vernichtet werden. Die sowjetischen Gegner wehren sich mit Panzergrenadieren, 155-mm-Artillerie, Schützen- (BTR-70, BMP-2), Schwimm- (PT-76A) und Kampfpanzern (T-55, T-80), die ebenfalls bekämpft werden müssen.

### Wirkmittel
Als ballistische Hartkern- und Explosivmunition kann zwischen den Geschossarten Hohlladung, Quetschkopf und Flechet gewählt werden. Der M3 Bradley verfügt darüber hinaus über drahtgelenkte Panzerabwehrraketen vom Typ BGM-71 TOW. Alle Panzer haben neben ihrer Haupt- auch eine Sekundärbewaffnung aus Maschinengewehr oder Bordkanone zur Bekämpfung von Infanterie und schwach gepanzerten Fahrzeugen.

### Siegbedingungen
Das Spielziel wird in einer Missionsbeschreibung erläutert und beinhaltet die Zerstörung vorgegebener weicher (Infanterie, ungepanzerte Fahrzeuge) oder harter Ziele (Hauptquartier, Bunker, Atomwaffensilos, Artillerie und Panzergruppen). Die siegreiche Erfüllung des Hauptziels wird mit Beförderungen belohnt. Die Kampagne umfasst insgesamt eine Trainings- und 20 Kampfmissionen, je sieben pro Land.

## Benutzeroberfläche
Die Panzer werden aus den drei Bedien-Perspektiven des Kommandanten, des Fahrers und des Richtschützen gesteuert, optional kann die Steuerung des Fahrers oder Bordschützen an den Computer delegiert werden. Im oberen Drittel des Bildschirms wird durch drei horizontal angeordnete Fenster die Außenwelt abgebildet, darunter befinden sich Statusanzeigen, Schalter und Rundinstrumente.
Die Steuerungsmöglichkeiten an den drei Stationen sind umfangreich: Neben der Kontrolle des Antriebs- und der Waffensysteme können auch die Granat-, Rauch- und Vorfeldbeleuchtungswerfer eingesetzt, die Feuerlöscheinrichtung aktiviert und die Munitionsart gewechselt werden. Zu Missionsbeginn muss manuell die Bordelektrik, der Motor, die Hydraulik und die Waffenanlage aktiviert werden. Eine dem Spiel beiliegende Tastaturschablone erläutert die Tastaturbelegung und erleichtert die Bedienung der drei Gefechtsstationen. Eine digitale Lagekarte informiert mittels militärischer Symbole über die Militärische Lage.
Der Spieler kann den Panzer über die orthogonale Karte bewegen, den Panzerturm horizontal drehen, die Waffenanlage vertikal auf Ziele ausrichten, Munition auswählen und abfeuern.

## Vertrieb
Die englischsprachige Verkaufsbezeichnung Steel Thunder [sti:l ˈθʌndəʳ] bedeutet Stahldonner, die Tagline lautet American Battle Tank Simulation. Ein Konkurrenzprodukt war die Panzersimulation Abrams Battle Tank von Sega für das Betriebssystem DOS. Die gedruckte Spielanleitung ist ausschließlich in englischer Sprache. Die DOS-Version unterstützt Grafikkarten von Hercules und die Grafikstandards CGA, EGA, MCGA und VGA.

## Kritiken
„Für Freunde strategischer Actionprogramme ist Steel Thunder genau die richtige Mischung aus beiden Spielgenres. Dieses Spiel verbindet, wenn auch nicht auf neue oder innovative Art, die Hektik eines Actionspieles mit der Vorgehensweise bei Strategieprogrammen. Steel Thunder ist nichts Aufregendes, aber immerhin doch ein nett gemachtes Spiel, das den passionierten Computersoldaten einige Stunden unterhalten kann.“

„Erstaunlich ist immer wieder die Unbekümmertheit, mit denen amerikanische und britische Programmierer mit dem Thema Krieg umgehen: Sie können ohne weiteres mit dem Bordmaschinengewehr auf Infanterie-Einheiten schießen und sehen, wie ein Soldat nach dem anderen fällt. Solche wenig geschmackvollen Details ändern aber nichts daran, daß Steel Thunder technisch sehr gut gemacht ist und eine Menge Simulationsspaß fürs Geld bietet.“

“I'm not too sure about its long-term appeal: the three global warzones are very much the same graphically which can lead to repetitive play, and unfortunally the gameplay doesn't getan more sophisticated with each new mission.”

„Ich bin mir nicht sicher bezüglich der Langzeitmotivation: Die drei globalen Kriegsgebiete sind grafisch nahezu identisch, was zu sich wiederholenden Spielereignissen führen kann, und leider wird das Gameplay nicht anspruchsvoller mit jeder neuen Mission.“